# Padike
Padike is een bestuurslaag in het regentschap Sumenep van de provincie Oost-Java, Indonesië. Padike telt 4503 inwoners (volkstelling 2010).